# Stoned
Stoned és una pel·lícula britànica dirigida per Stephen Woolley, estrenada l'any 2005. Ha estat doblada al català.

## Argument
Els últims dies de la vida de Brian Jones relatats d'una manera novel·lada. Tom Keylock, el manager dels Rolling Stones, intranquil amb els abusos de droga de Jones, contracta Frank Thorogood per fer reparacions a la seva casa però també per vigilar el músic.

## Repartiment
- Leo Gregory: Brian Jones
- Paddy Considine: Frank Thorogood
- David Morrissey: Tom Keylock
- Ben Whishaw: Keith Richards
- Tuva Novotny: Anna Wohlin
- Amelia Warner: Janet
- Monet Mazur: Anita Pallenberg
- Luke de Woolfson: Mick Jagger
- Alfie Allen: Harry

## Rebuda
El film es va presentar en competició al Festival internacional de cinema de Chicago i al Festival de cinema britànic de Dinard. Ha aconseguit aproximadament 30.000 entrades a Europa de les quals 15.000 al Regne Unit.
Obté un 15 % de crítiques positives, amb una nota mitjana de 4/10 i sobre la base de 48 crítiques recollides, en el lloc Rotten Tomatoes
En l'11a cerimònia dels premis Empire, Stoned va ser nominat a la categoria a la millor pel·lícula britànic i Leo Gregory a la de la millor esperança.